# Uršak
L'Uršak (in russo Урша́к?; in baschiro Өршәк) è un fiume della Russia europea orientale, affluente di sinistra della Belaja, nel bacino della Kama. Scorre nella Repubblica del Baškortostan, nei rajon Sterlibaševskij, Mijakinskij, Sterlitamakskij, Aurgazinskij, Davlekanovskij, Čišminskij e Ufimskij.
La sorgente del fiume si trova a sud del villaggio di Verchnij Guljum. Scorre in direzione nord-nord-est. Il rilievo del bacino è leggermente collinare. Ha una lunghezza di 193 km, il suo bacino è di 4 230 km². Sfocia nella Belaja a 504 km dalla foce, alle porte del villaggio di Česnokovka, a sud della città di Ufa. La sua portata media, alla  foce è di 13,5 m³/s. Gela da novembre, sino a fine aprile - inizio maggio.